# Hippopotamyrus
Hippopotamyrus ist eine Gattung afrikanischer Süßwasserfische aus der Familie der Nilhechte (Mormyridae). 

## Merkmale
Hippopotamyrus-Arten besitzen einen mäßig hochrückigen Körper und werden 8,5 bis 30 Zentimeter lang. Das Rückenprofil ist gerade oder leicht gebogen und zeigt niemals einen Buckel. Die Schnauze ist kurz und im Profil gebogen. Das Maul ist unterständig oder endständig. In jedem Kiefer befinden sich weniger als zehn Zähne. Der Unterkiefer macht einen geschwollenen Eindruck. Rücken- und Afterflosse befinden sich weit hinten und stehen sich symmetrisch gegenüber, wobei der Ansatz der Rückenflosse auch ein wenig weiter hinten liegen kann als der Beginn der Afterflosse.

## Arten
Es gibt 11 Arten:
- Hippopotamyrus aelsbroecki (Poll, 1945)
- Hippopotamyrus castor Pappenheim, 1906
- Hippopotamyrus grahami (Norman, 1928)
- Hippopotamyrus harringtoni (Boulenger, 1905)
- Hippopotamyrus macrops (Boulenger, 1909)
- Hippopotamyrus macroterops (Boulenger, 1920)
- Löffelschnabel-Nilhecht (Hippopotamyrus paugyi) Lévêque & Bigorne, 1985
- Hippopotamyrus pictus (Marcusen, 1864)
- Hippopotamyrus retrodorsalis (Nichols & Griscom, 1917)
- Hippopotamyrus weeksii (Boulenger, 1902)
- Hippopotamyrus wilverthi (Boulenger, 1898)